# Apatomyza punctipennis
Apatomyza punctipennis är en tvåvingeart som beskrevs av Christian Rudolph Wilhelm Wiedemann 1820. Apatomyza punctipennis ingår i släktet Apatomyza och familjen svävflugor. Inga underarter finns listade i Catalogue of Life.